# جنگی (قبوستان)
جنگی (به لاتین: Cəngi) یک منطقه مسکونی در جمهوری آذربایجان است که در شهرستان قبوستان واقع شده است. جنگی ۱۰۲ نفر جمعیت دارد.